# Sovrani della Birmania
Questa è la lista dei sovrani della Birmania.

## Regno di Pagan
- Thamudarit (107 - 152)
- Pyinbya (846 - 878)
- Anawrahta (1044 - 1077)
- Sawlu (1077 - 1084)
- Kyanzittha (1084 - 1113)
- Alaungsithu (1113 - 1167)
- Narathu (1167 - 1170)
- Naratheinkha (1170 - 1173)
- Narapatisithu (1174 - 1211)
- Htilominlo (1211 - 1234)
- Kyaswa (1234 - 1250)
- Uzana (1250 - 1255)
- Narathihapati (1255 - 1287)
- Kyawswa (1287 - 1298)
- Sawhnit (1298 - 1325)
- Sawmunnit (1325 - 1369)

## Dinastia Konbaung
- Alaungpaya (1752 - 1760)
- Naungdawgyi (1760 - 1763)
- Hsinbyushin (1763 - 1776)
- Singu Min (1776 - 1781)
- Phaungkaza Maung Maung (1781)
- Bodawpaya (1781 - 1819)
- Bagyidaw (1819 - 1837)
- Tharrawaddy Min (1837 - 1846)
- Pagan Min (1846 - 1853)
- Mindon Min (1853 - 1878)
- Thibaw Min (1878 - 1885)